# Wassoulou-Ballé
Wassoulou-Ballé är ett departement i Mali. Det ligger i regionen Sikasso, i den sydvästra delen av landet, 160 km söder om huvudstaden Bamako.